# Josephpapir
Josephpapir, også kaldet linsepapir, er et særligt papir, lavet af lange cellulosefibre, der benyttes til at rense linser og evt. andre glasvarer. Denne rensning er især nødvendig, når der i et mikroskop har været benyttet immersionsolie (benyttes med særlige objektiver til stor forstørrelse). 